# ویتکوویچه
ویتکوویچه (به صربی: Vitkoviće) یک منطقهٔ مسکونی در صربستان است که در نووی پازار واقع شده‌است. ویتکوویچه ۸٫۴۹ کیلومتر مربع مساحت و ۳۶ نفر جمعیت دارد و ۹۷۷ متر بالاتر از سطح دریا واقع شده‌است.